# Futura Volley Busto Arsizio
O Futura Volley Busto Arsizio é um clube de voleibol feminino italiano fundado em 1998, cuja sede é na cidade de Busto Arsizio.

## História
Em 1998 ocorre sua fundação, após compra dos direitos esportivos do Unione Sportiva Cistellum Volley disputou a Série A2 Italiana na temporada 1998-99, obtendo a promoção a elite nacional após o vice-campeonato; já na jornada esportiva seguinte terminou na penúltima colocação na Série A1, retornando para Série A2.
Com a alcunha de "Brums Busto Arsizio" disputou na temporada 2000-01, a Liga A2 Italiana, finalizando na décima terceira posição, na luta para permanência nesta divisão venceu  as semifinais do playout  e na Copa A2 Itália e teve a atacante brasileira Andréia Alves Evaristo como maior pontuadora da edição, com 431 pontos marcados em 109 sets jogados registrando 431 pontos em 109 sets jogados, sendo a maior pontuadora da edição.
Na temporada seguinte terminou na décima segunda posição na Liga A2 Italiana e eliminada nas oitavas de final da Copa A2 Itália, permanecendo na mesma divisão no período seguinte utilizando o nome "Dimeglio Brums Busto Arsizio" finalizando na décima posição e mesma etapa que alcançou anteriormente na Copa A2 Itália, o mesmo ocorrendo  posteriormente e melhorando a colocação na edição da Série A2 de 2003-04, oitavo lugar; na jornada 2004-05 melhorou mais a inda na Liga A2, terminando em sétimo e sendo semifinalista na Copa A2 Itália; já em 2005-06 terminou em quinto na fase regular da Liga A2  e finalizou em segundo lugar no playoff de promoção e o vice-campeonato na Copa A2 Itália.
E com o nome "Yamamay Busto Arsizio" disputou a Série A2 2006-07, terminando na primeira posição na fase regular da Liga A2, com 76 pontos, obtendo a promoção a elite nacional, e novamente vice-campeão da Copa A2 Itália.Voltou a Série A1 nas competições de 2007-08. obtendo a sexta posição na fase regular e eliminado nas quartas de final nos playoffs pelo título e semifinalista na Copa A1 Itália, sendo semifinalista na temporada 2008-09 na Liga A e Copa A1 Itália, na temporada seguinte eliminado nas oitavas de final da Liga A1 e nas quartas de final na Copa A1 Itália, mas conquistou o título da Copa CEV 2009-10 em Baku.
Na Liga A1 Italiana de 2010-11 terminou na terceira posição e foi semifinalista na Copa A1 Itália, sagrando-se campeão pelo primeira vez na Liga A1 2011-12, também da Copa A1 Itália 2011-12 e da Supercopa Italiana de 2012 e o bicampeonato na Copa CEV 2011-12 em  Istambul, em busca do bicampeonato nacional, terminou na primeira posição na fase regular, mas sofreu eliminação nas semifinais na Liga A1 2012-13, com alcunha "Unendo Yamamay Busto Arsizio", terminando com o bronze e foi semifinalista na Copa A1 Itália.Na fase regular da Liga A1 Italiana de 2013-14 terminou em sexto, mas nos playoffs avançou a final e conquistou o vice-campeonato e novamente semifinalista na Copa A1 Itália e o vice-campeonato na Supercopa Italiana de 2014.
No período de posterior alcançou as quartas de final da Liga A1 e as semifinais da Copa A1 Itália, na já no período de 2015-16 terminou na nona colocação na Liga A1 Italiana, em sétimo na Liga A1 Italiana 2016-17 e eliminado nas quartas de final da Copa A1 Itália e obteve a quarta colocação na Liga A1 2017-18.

## Títulos

### Competições Nacionais
- Campeonato Italiano: 1

2011-12
- Supercoppa Italiana: 1

2012
- Copa Itália (A1): 1

2011-12

### Competições Internacionais
- CEV Champions League: 0
- Copa CEV: 3

2009-10, 2011-12 e 2018-19